# Invisible Lantern
Invisible Lantern è il terzo album discografico degli Screaming Trees, pubblicato nel 1988.

## Descrizione
Fu il secondo album pubblicato dalla SST Records.

Successivamente alla pubblicazione il bassista Van Conner lasciò per un certo periodo il gruppo e venne sostituito da Donna Dresch e questa nuova formazione registrò un disco insieme al chitarrista Vic Makauskas ma purtroppo tutti i nastri andarono perduti quando lo studio di Makauskas fu venduto.

## Formazione
- Mark Lanegan - voce
- Gary Lee Conner - chitarra
- Van Conner - basso
- Mark Pickerel - batteria

## Tracce
1. Ivy – 3:16
2. Walk Through to This Side – 2:32
3. Lines & Circles – 3:45
4. She Knows – 2:15
5. Shadow Song – 4:15
6. Grey Diamond Desert – 4:22
7. Smoke Rings – 3:43
8. The Second I Awake – 2:59
9. Invisible Lantern – 3:02
10. Even If – 3:48
11. Direction of the Sun – 2:53
12. Night Comes Creeping – 3:53